# Biodiversitate

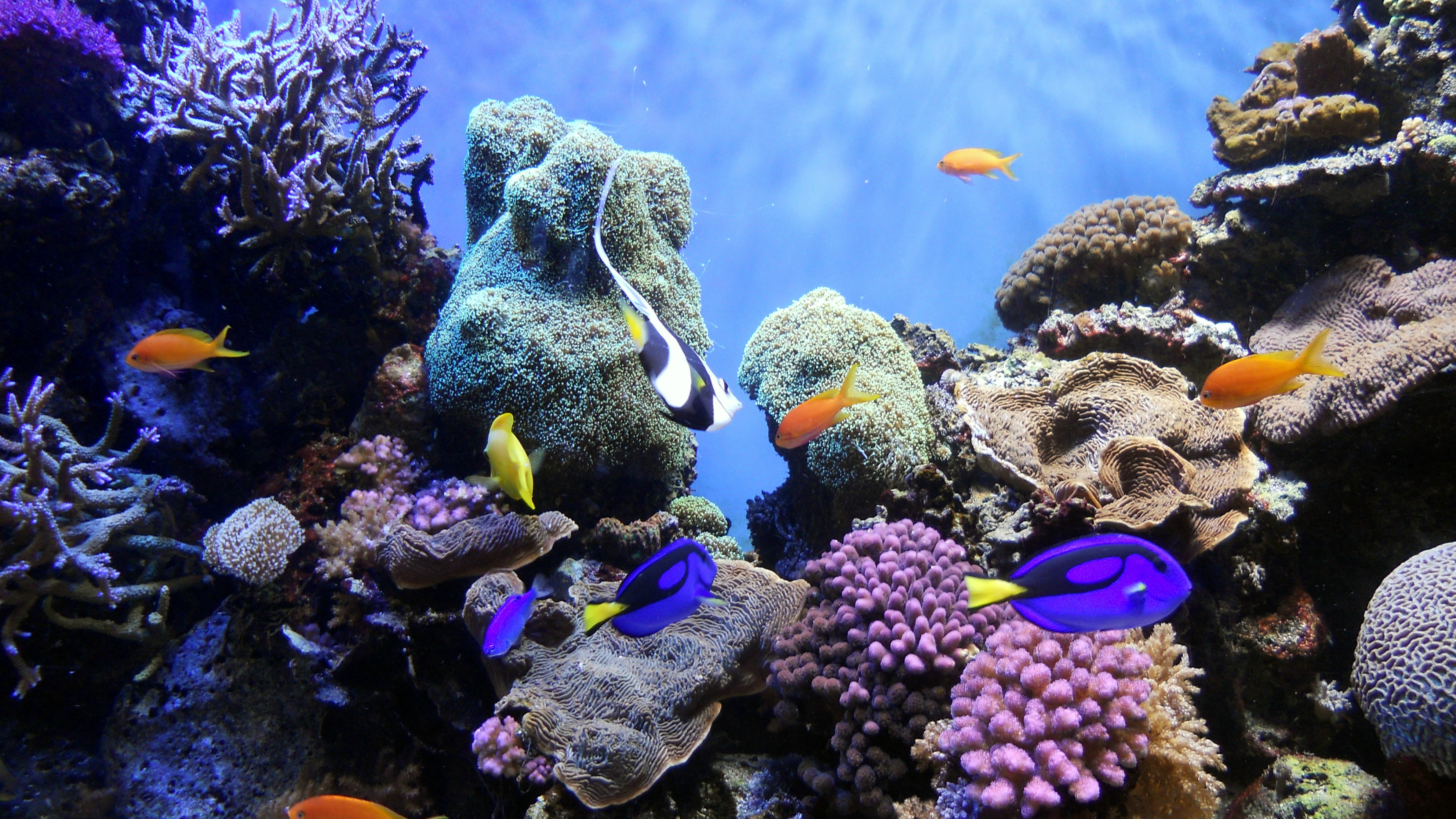
Unele dintre cele mai mari rate de diversitate biologică sunt observate pe recifele de corali.

O caracteristică a pădurii amazoniene este fantastica ei biodiversitate.

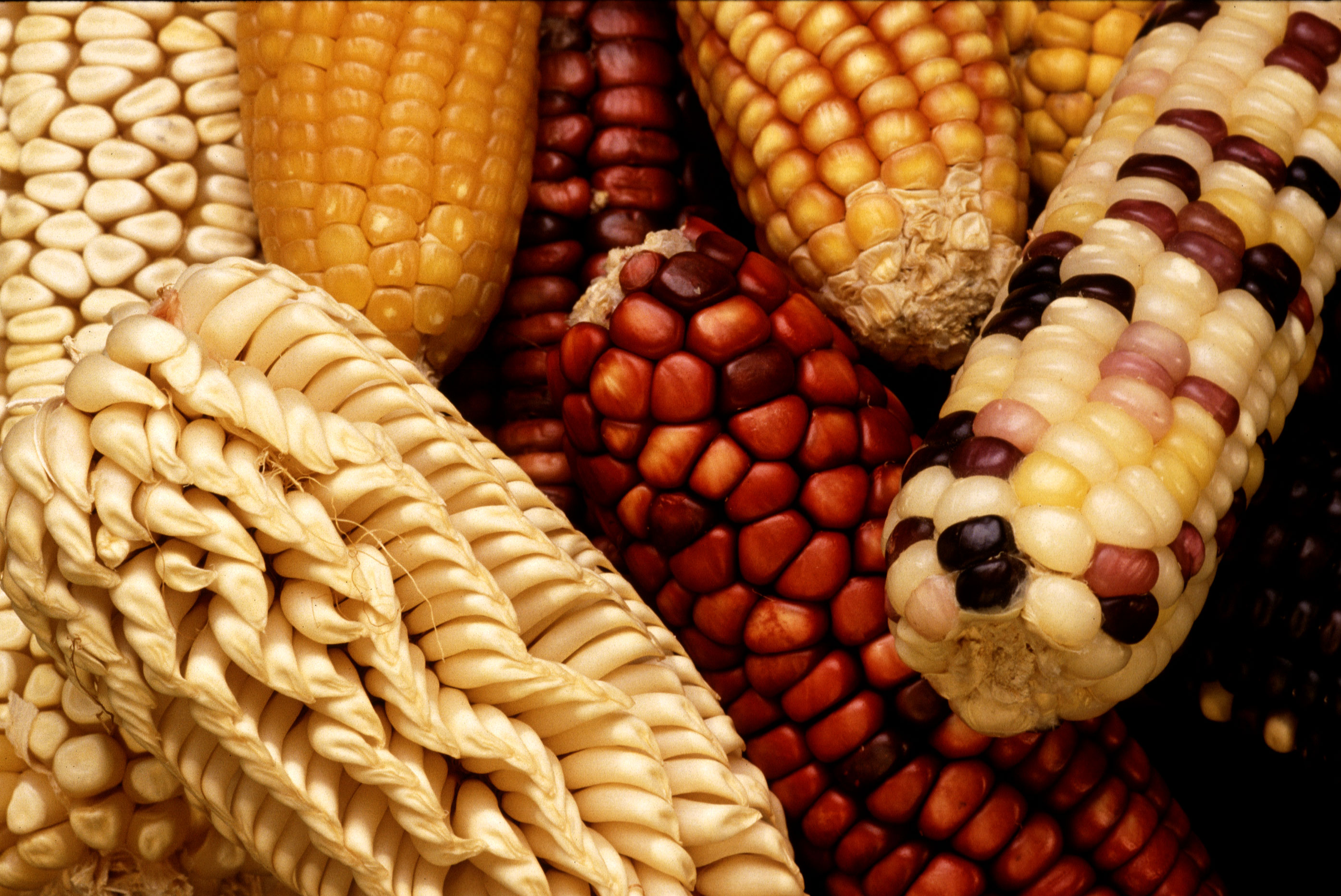
Biodiversitate intraspecifică (în cadrul aceleiași specii), numită diversitate genetică. Priviți diferitele tipuri de porumb și boabele sale.

Biodiversitatea este varietatea biologică și variabilitatea vieții pe Pământ. Biodiversitatea este măsurarea variației la nivel genetic, de specii și de ecosistem. Biodiversitatea terestră este de obicei mai mare în apropierea ecuatorului, care este rezultatul climatului cald și al producției primare ridicate. Biodiversitatea nu este distribuită uniform pe Pământ și este mai bogată la tropice. Aceste ecosisteme de păduri tropicale acoperă mai puțin de 10% din suprafața uscatului și conțin aproximativ 90% din speciile lumii. Biodiversitatea marină este, de obicei, mai mare de-a lungul coastelor din Pacificul de Vest, unde temperatura de suprafață a mării este cea mai ridicată, și în banda de latitudinală medie în toate oceanele. Există gradienți latitudinali în diversitatea speciilor. Biodiversitatea tinde, în general, să se grupeze în puncte fierbinți, și a crescut de-a lungul timpului, dar cel mai probabil va încetini în viitor, ca rezultat principal al defrișărilor. Ea cuprinde procesele evolutive, ecologice și culturale care susțin viața.
Schimbările rapide ale mediului provoacă de obicei extincții în masă. Mai mult de 99,9% din toate speciile care au trăit vreodată pe Pământ, în valoare de peste cinci miliarde de specii, se estimează  că au dispărut. Estimările privind numărul de specii actuale de pe Pământ variază de la 10 la 14 milioane, dintre care aproximativ 1,2 milioane au fost documentate și peste 86% nu au fost încă descrise. În iulie 2016, oamenii de știință au raportat că au identificat un set de 355 de gene din Ultimul strămoș comun universal (LUCA) al tuturor organismelor care trăiesc pe Pământ.
Vârsta Pământului este de aproximativ 4,54 miliarde ani. Cele mai vechi dovezi incontestabile ale vieții pe Pământ datează de cel puțin 3,5 miliarde de ani în urmă, în timpul erei Eoarhaic, după ce o crustă geologică a început să se solidifice. Există fosile de covor microbian găsite în gresie veche de 3,48 miliarde de ani descoperită în Australia de Vest. Alte dovezi fizice timpurii ale unei substanțe biogene este grafitul din roci meta-sedimentare vechi de 3,7 miliarde de ani, descoperite în vestul Groenlandei. Mai recent, în 2015, „rămășițe de viață biotică” au fost găsite în roci vechi de 4,1 miliarde de ani din Australia de Vest. Potrivit unuia dintre cercetători, „dacă viața a apărut relativ repede pe Pământ... atunci ar putea fi comună în Univers”.
De când a început viața pe Pământ, cinci extincții în masă majore și câteva extincții minore au dus la scăderi mari și bruște ale biodiversității. Eonul Fanerozoic (ultimii 540 de milioane de ani) a marcat o creștere rapidă a biodiversității prin explozia cambriană — o  perioadă în care au apărut pentru prima dată majoritatea încrengăturilor. Următorii 400 de milioane de ani au inclus pierderi repetate și masive de biodiversitate clasificate ca evenimente de extincție în masă. În Carbonifer, colapsul pădurilor tropicale a dus la o mare pierdere a vieții vegetale și animale.Extincția din Permian-Triasic, de acum 251 de milioane de ani, a fost cea mai gravă extincție în masă; recuperarea vertebratelor a durat 30 de milioane de ani. Cel mai recent eveniment, extincția din Cretacic-Paleogen, a avut loc acum 65 de milioane de ani și a atras adesea mai multă atenție decât altele, deoarece a dus la dispariția dinozaurilor non-aviari.
Perioada de la apariția oamenilor a prezentat o reducere continuă a biodiversității și o pierdere însoțitoare a diversității genetice. Denumită extincția din Holocen, reducerea este cauzată în principal de impactul uman, în special de distrugerea habitatului. În schimb, biodiversitatea are un impact pozitiv asupra sănătății umane în mai multe moduri, deși sunt studiate câteva efecte negative.
Organizația Națiunilor Unite a desemnat 2011-2020 ca Deceniul Națiunilor Unite privind biodiversitatea și 2021–2030 ca Deceniul Națiunilor Unite pentru Restaurarea Ecosistemului. Conform unui Raport de Evaluare Globală 2019 privind Biodiversitatea și Serviciile Ecosistemelor de către IPBES, 25% dintre speciile de plante și animale sunt amenințate cu dispariția ca rezultat al activității umane. Un raport IPBES din octombrie 2020 a constatat că aceleași acțiuni umane care conduc la pierderea biodiversității au dus, de asemenea, la o creștere a pandemiilor.
În 2020, cea de-a cincea ediție a raportului Global Biodiversity Outlook al ONU, care a servit drept „buletin final” pentru Țintele pentru Biodiversitate, o serie de 20 de obiective stabilite în 2010, dintre care majoritatea trebuia atinsă până la sfârșitul anului 2020, a afirmat că niciunul dintre ținte – care se referă la protejarea ecosistemelor și promovarea durabilității – nu a fost atins pe deplin.

## Evoluție

### Istoric
Biodiversitatea este rezultatul a 3,5 miliarde de ani de evoluție. Originea vieții nu a fost stabilită de știință, cu toate acestea, unele dovezi sugerează că viața ar putea să fi fost deja bine stabilită la doar câteva sute de milioane de ani după formarea Pământului. Până acum aproximativ 2,5 miliarde de ani, viața consta din microorganisme – archaea, bacteria și protozoare și protiste unicelulare.

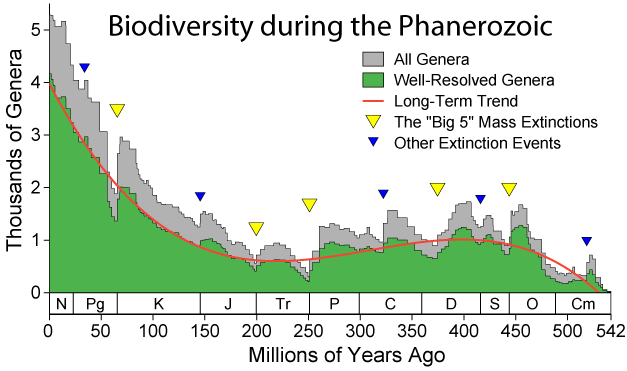
Diversitatea aparentă a fosilelor marine în timpul Fanerozoicului.

Istoria biodiversității în timpul Fanerozoicului (ultimii 540 de milioane de ani), începe cu o creștere rapidă în timpul exploziei cambriene — o perioadă în care aproape fiecare filum de organisme multicelulare a apărut pentru prima dată. În următorii 400 de milioane de ani, diversitatea nevertebratelor a arătat o tendință generală mică, iar diversitatea vertebratelor arată o tendință generală exponențială. Această creștere dramatică a diversității a fost marcată de pierderi periodice masive de diversitate clasificate ca evenimente de extincție în masă. O pierdere semnificativă a avut loc atunci când pădurile tropicale au colapsat în Carbonifer. Cel mai grav a fost evenimentul de extincție Permian-Triasic, acum 251 de milioane de ani. Vertebratele au avut nevoie de 30 de milioane de ani pentru a se recupera după acest eveniment.
Înregistrările fosile sugerează că ultimele câteva milioane de ani au prezentat cea mai mare biodiversitate din istorie. Cu toate acestea, nu toți oamenii de știință susțin acest punct de vedere, deoarece există incertitudine cu privire la cât de puternic este influențat registrul fosil de disponibilitatea și conservarea mai mare a secțiunilor geologice recente. Unii oameni de știință cred că, corectată pentru eșantionarea artefactelor, biodiversitatea modernă ar putea să nu fie mult diferită de biodiversitatea de acum 300 de milioane de ani, în timp ce alții consideră că înregistrările fosile reflectă în mod rezonabil diversificarea vieții. Estimările actualei diversități macroscopice globale ale speciilor variază de la 2 milioane la 100 de milioane, cu o estimare bună undeva aproape de 9 milioane, marea majoritate artropode. Diversitatea pare să crească continuu în absența selecției naturale. 

### Diversificare
Existența unei capacități globale de susținere, care limitează cantitatea de viață care poate trăi simultan, este dezbătută, la fel ca și întrebarea dacă o astfel de limită ar restrânge și numărul de specii. În timp ce înregistrările privind viața marină arată un model logistic de creștere, viața pe uscat (insecte, plante și tetrapode) arată o creștere exponențială a diversității. După cum afirmă un autor, „Tetrapodele nu au invadat încă 64% din modurile potențial locuibile și s-ar putea ca, fără influența umană, diversitatea ecologică și taxonomică a tetrapodelor să continue să crească exponențial până când mare parte sau tot spațiul ecologic disponibil este umplut".
De asemenea, se pare că diversitatea continuă să crească în timp, mai ales după extincțiile în masă.
Pe de altă parte, schimbările din Fanerozoic se corelează mult mai bine cu modelul hiperbolic (folosit pe scară largă în biologia populației, demografie și macrosociologie, precum și biodiversitatea fosilă) decât cu modelele exponențiale și logistice. Ultimele modele implică faptul că schimbările în diversitate sunt ghidate de un feedback pozitiv de ordinul întâi (mai mulți strămoși, mai mulți descendenți) și/sau un feedback negativ care decurge din limitarea resurselor. Modelul hiperbolic implică un feedback pozitiv de ordinul doi.  Modelul hiperbolic al creșterii populației mondiale rezultă dintr-un feedback pozitiv de ordinul doi între dimensiunea populației și rata de creștere tehnologică.  Caracterul hiperbolic al creșterii biodiversității poate fi explicat în mod similar printr-un feedback între diversitate și complexitatea structurii comunității. Asemănarea dintre curbele biodiversității și populația umană provine probabil din faptul că ambele sunt derivate din interferența tendinței hiperbolice cu dinamica ciclică și stocastică.
Majoritatea biologilor sunt totuși de acord că perioada de la apariția omului face parte dintr-o nouă extincție în masă, numită evenimentul de extincție din Holocen, cauzată în primul rând de impactul pe care oamenii îl au asupra mediului. S-a susținut că rata actuală de dispariție este suficientă pentru a elimina majoritatea speciilor de pe planeta Pământ în decurs de 100 de ani.
Noi specii sunt descoperite în mod regulat (în medie între 5-10.000 de specii noi în fiecare an, majoritatea insecte) și multe, deși descoperite, nu sunt încă clasificate (estimările sunt că aproape 90% dintre toate artropodele nu sunt încă clasificate). Cea mai mare parte a diversității terestre se găsește în pădurile tropicale și, în general, uscatul are mai multe specii decât oceanul. Pe Pământ pot exista aproximativ 8,7 milioane de specii, dintre care aproximativ 2,1 milioane trăiesc în ocean.

## Numărul de specii

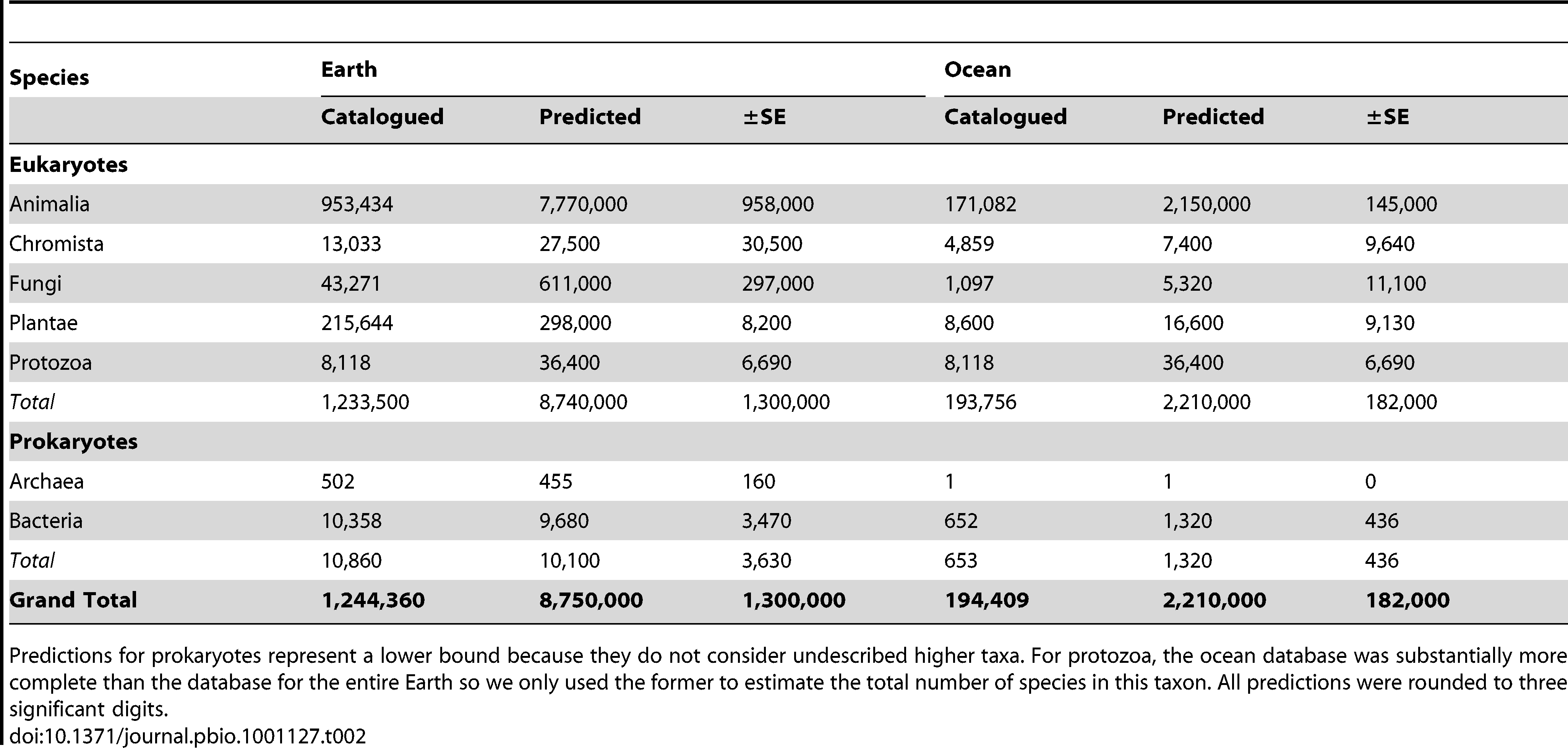
S-a descoperit și a prezis numărul total de specii pe uscat și în oceane

Potrivit lui Mora și colegii, numărul total de specii terestre este estimat la aproximativ 8,7 milioane, în timp ce numărul speciilor oceanice este mult mai mic, estimat la 2,2 milioane. Autorii notează că aceste estimări sunt mai puternice pentru organismele eucariote și probabil reprezintă limita inferioară a diversității procariote. Alte estimări includ:
- 220.000 de plante vasculare, estimate folosind metoda relației specie-zonă[60]
- 0,7 - 1 milion de specii marine[61]
- 10 - 30 milioane de insecte;[62] (din aproximativ 0,9 milioane pe care le cunoaștem astăzi)[63]
- 5 - 10 milioane de bacterii;[64]
- 1,5 - 3 milioane de ciuperci, estimări bazate pe date de la tropice, situri non-tropicale pe termen lung și studii moleculare care au relevat speciații criptice.[65] Aproximativ 0,075 milioane de specii de ciuperci au fost documentate până în 2001;[66]
- 1 milion de acarieni[67]
- Numărul de specii microbiene nu este cunoscut în mod fiabil, dar Expediția Globală de Eșantionare a Oceanului a crescut dramatic estimările diversității genetice prin identificarea unui număr enorm de noi gene din probele de plancton din apropierea suprafeței în diferite locații marine, inițial în perioada 2004-2006.[68]  Descoperirile pot provoca în cele din urmă o schimbare semnificativă în modul în care știința definește speciile și alte categorii taxonomice.[69][70]

Deoarece rata extincției a crescut, multe specii existente pot dispărea înainte de a fi descrise. Nu este surprinzător că în animalele cele mai studiate grupuri sunt păsările și mamiferele, în timp ce peștii și artropodele sunt cele mai puțin studiate grupuri de animale.

## Puncte fierbinți de biodiversitate

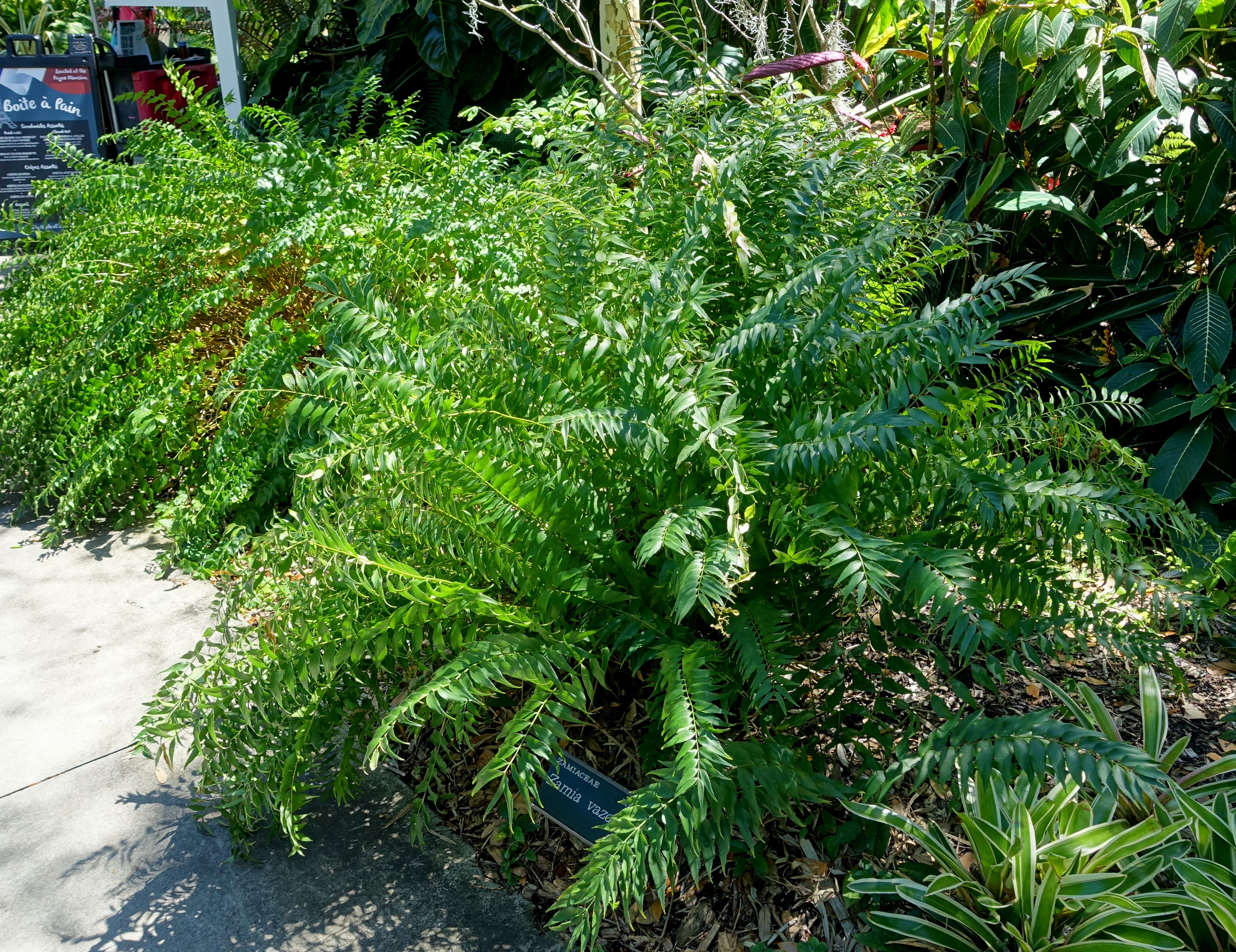
Zamia vazquezii, o specie în pericol critic de dispariție, endemică nordului statului Veracruz, în estul Mexicului.

Un punct fierbinte de biodiversitate (biodiversity hotspot) este o zonă geografică în care biodiversitatea este deosebit de mare și care este în același timp deosebit de amenințată. Termenul hotspot a fost introdus în 1988 de ecologistul britanic Norman Myers. În timp ce punctele fierbinți sunt răspândite în întreaga lume, majoritatea sunt zone de pădure și majoritatea sunt situate la tropice. Un studiu important privind identificarea punctelor fierbinți a fost realizat în 2000 de Myers și colab. Punctele fierbinți sunt descrise de Myers și colab. ca zone cu un număr mare de specii de plante endemice „care și-au pierdut deja cea mai mare parte din habitatul inițial în această zonă”. 
Pădurile uscate de foioase și pădurile tropicale de câmpie din Madagascar posedă un raport ridicat de endemism. De când insula s-a separat de Africa continentală acum 66 de milioane de ani, multe specii și ecosisteme au evoluat independent.
Măsurarea cu precizie a diferențelor de biodiversitate poate fi dificilă. Biasurile de selecție în rândul cercetătorilor pot contribui la cercetarea empirică părtinitoare pentru estimări moderne ale biodiversității.

## Amenințări la adresa biodiversității
În 2006, multe specii au fost clasificate oficial drept rare sau pe cale de dispariție sau amenințate; în plus, oamenii de știință au estimat că alte milioane de specii sunt expuse riscului, acestea nefiind recunoscute oficial. Aproximativ 40% din cele 40.177 de specii evaluate folosind criteriile Listei Roșii IUCN sunt acum estimate ca fiind amenințate cu extincția – un total de 16.119.
De la apariția sa, omul a avut un impact din ce în ce mai mare asupra mediului, până când a devenit principalul său factor de schimbare. Odată cu revoluția industrială, relația de dominație umană asupra naturii a devenit atât de semnificativă încât unii oameni de știință susțin că acest fapt marchează intrarea într-o nouă epocă geologică, Antropocenul.
Au fost identificate cinci amenințări majore la adresa biodiversității: distrugerea habitatului, exploatarea excesivă (vânătoarea, pescuitul), speciile invazive, schimbările climatice și poluarea.

### Distrugerea habitatului
Distrugerea habitatului este procesul prin care un habitat natural devine incapabil să-și susțină speciile native. Organismele care au locuit anterior situl sunt strămutate sau au murit, reducând astfel biodiversitatea și abundența speciilor. Distrugerea habitatelor a jucat un rol cheie în extincții, în special în ceea ce privește distrugerea pădurilor tropicale. Printre factorii care contribuie la pierderea habitatului se numără: supraconsumul, suprapopularea, schimbarea utilizării terenurilor, defrișările, poluarea (poluarea aerului, poluarea apei, contaminarea solului) și încălzirea globală sau schimbările climatice.
Mărimea habitatului și numărul de specii sunt sistematic legate. Speciile mai mari din punct de vedere fizic și cele care trăiesc la latitudini inferioare sau în păduri sau oceane sunt mai sensibile la reducerea suprafeței habitatului. Chiar și cele mai simple forme de agricultură afectează diversitatea – prin curățarea/secarea pământului, eliminarea buruienilor și a „dăunătorilor” și încurajarea unui set limitat de specii domestice de plante și animale. 
Din cei aproximativ 16 milioane de km2 de habitat de pădure tropicală care existau inițial în întreaga lume, mai puțin de 9 milioane de km2 au rămas în prezent. Rata actuală de defrișare este de 160.000 de km2 pe an, ceea ce echivalează cu o pierdere de aproximativ 1% din habitatul original al pădurii în fiecare an. Zonele umede și zonele marine au suferit niveluri ridicate de distrugere a habitatelor. Între 60% și 70% din zonele umede europene au fost complet distruse.
Factorii de mediu pot contribui indirect la distrugerea habitatului. Procese geologice, schimbările climatice, introducerea de specii invazive, epuizarea nutrienților ecosistemului, poluarea apei și poluarea fonică sunt câteva exemple. Pierderea habitatului poate fi precedată de o fragmentare inițială a habitatului.

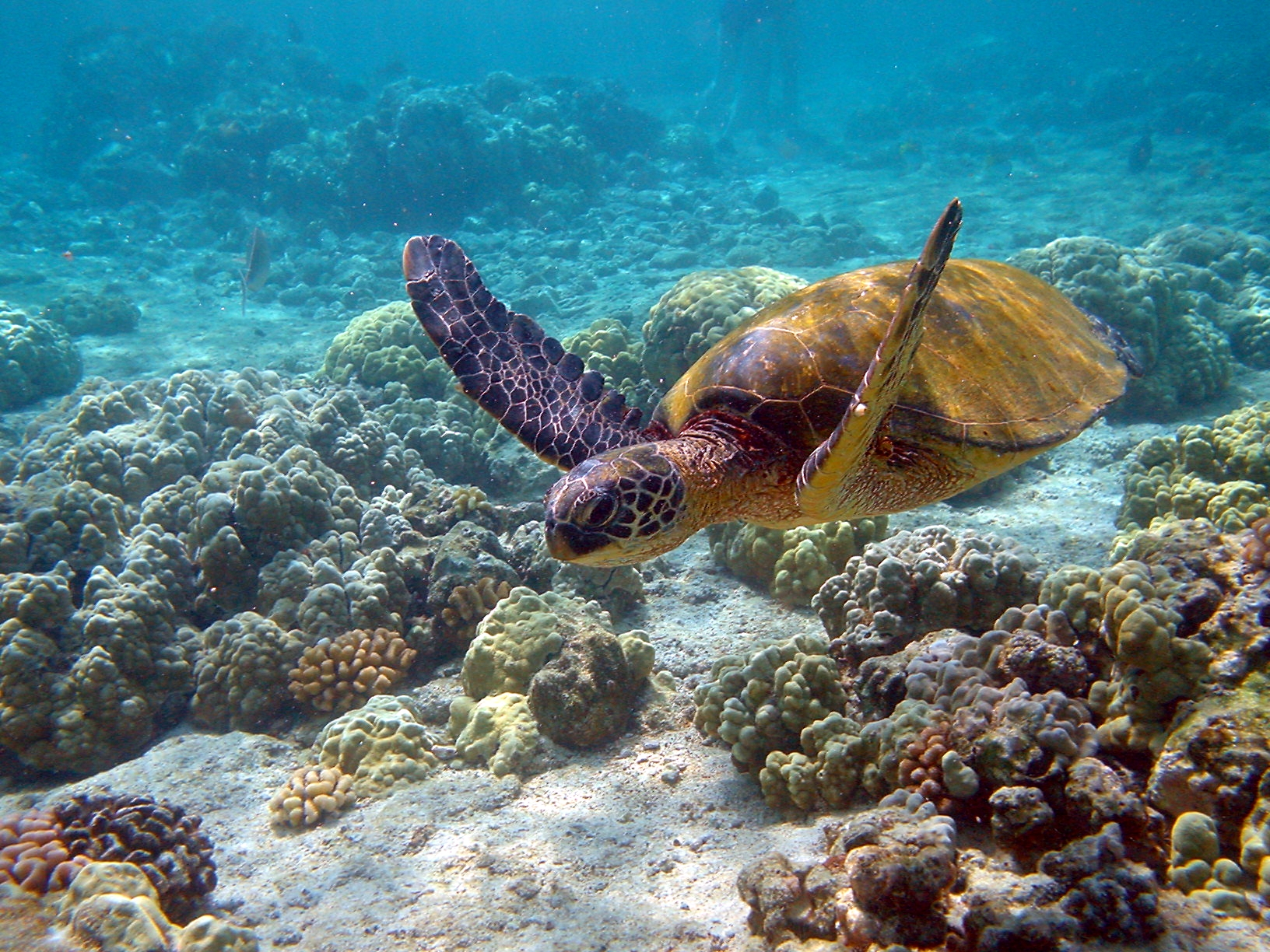
Chelonia mydas pe un recif de corali din Hawaii. Deși specia pe cale de dispariție este protejată, pierderea habitatului din cauza dezvoltării umane este un motiv major pentru pierderea plajelor de cuibărit la țestoase verzi
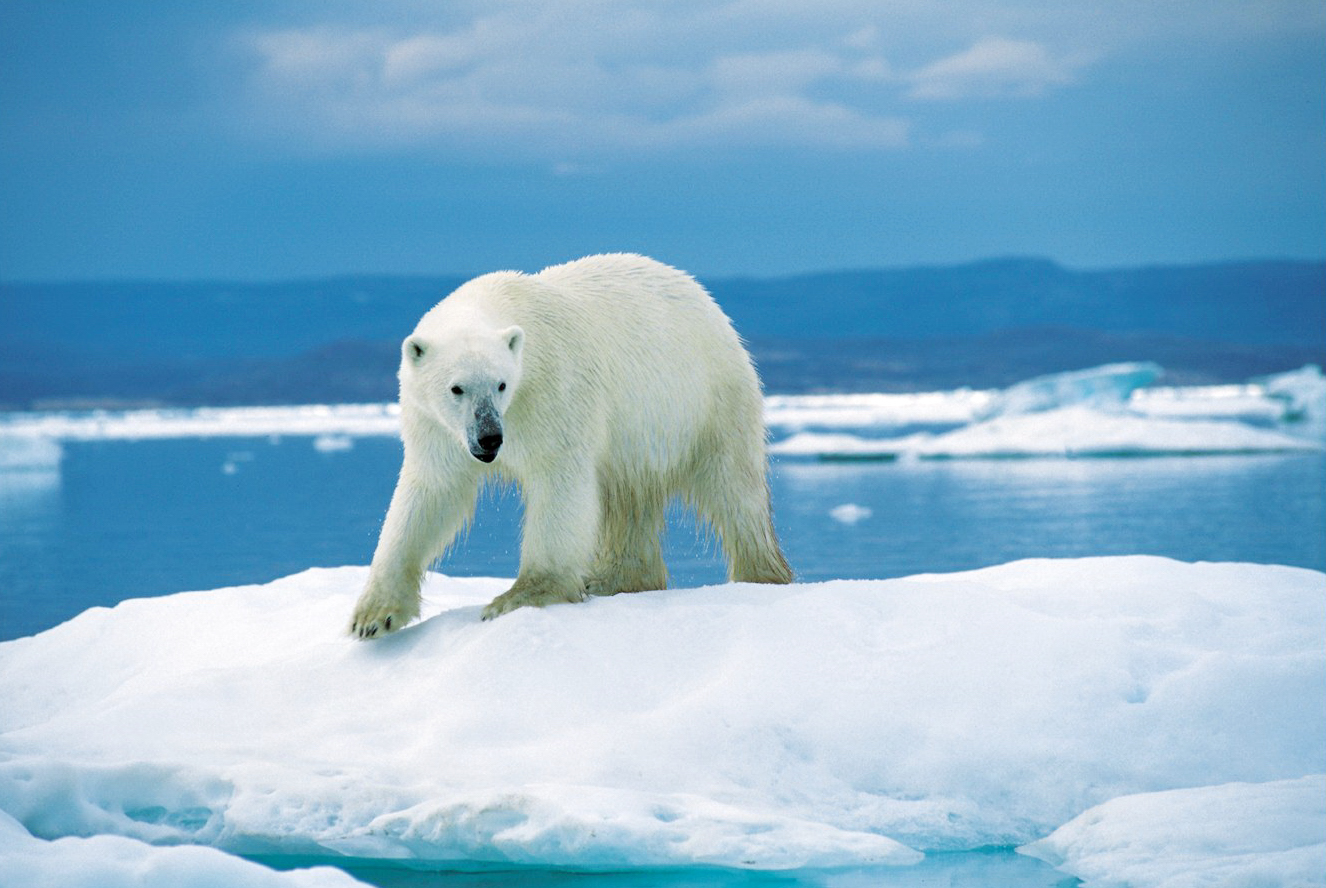
Ursul polar, unul dintre cele mai faimoase simboluri ale biodiversității pe cale de dispariție, în special din cauza schimbărilor climatice.
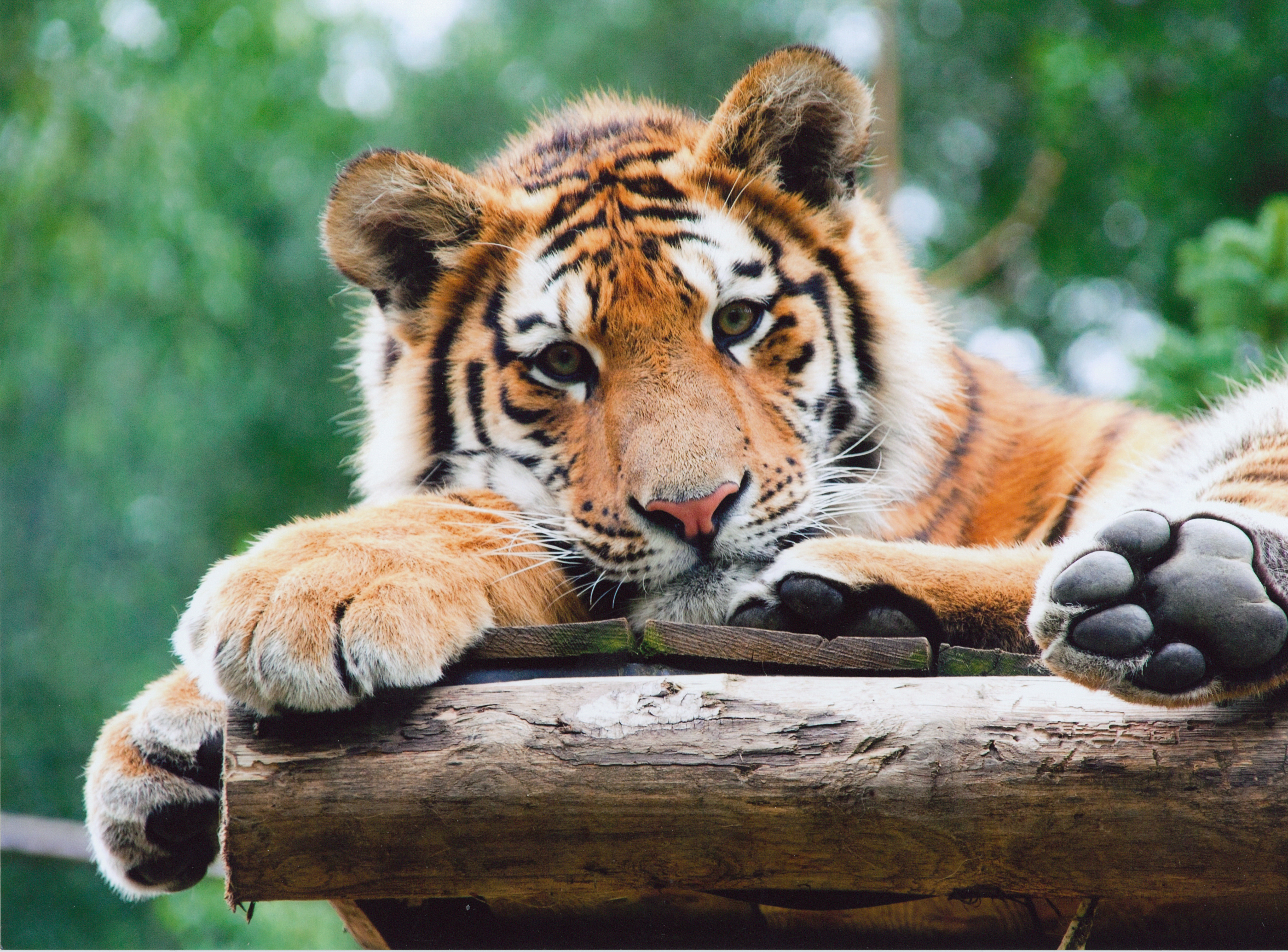
Unul din 300 de tigri siberieni rămași în captivitate, în timp ce doar 50 dintre acești tigri au rămas în sălbăticie, făcând-o una dintre speciile pe cale de dispariție

### Specii introduse și invazive

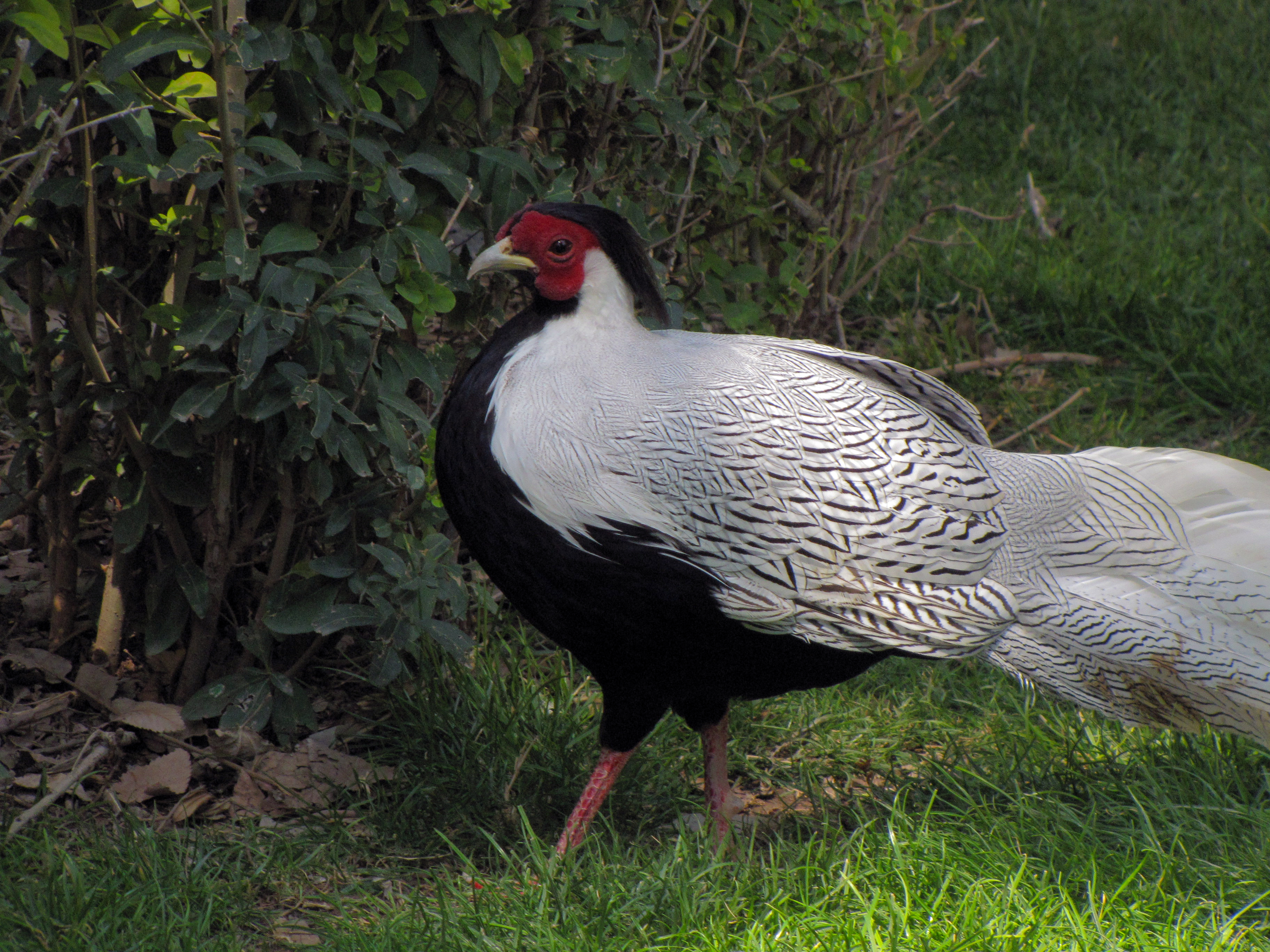
Mascul Lophura nycthemera (fazan argintiu), originar din Asia de Est care a fost introdus în anumite părți ale Europei din motive ornamentale.

Bariere precum râurile mari, mările, oceanele, munții și deșerturile încurajează diversitatea, permițând evoluția independentă de ambele părți ale barierei, prin procesul de speciație alopatrică. Termenul de specie invazivă se aplică speciilor care încalcă barierele naturale care le-ar ține în mod normal constrânse. Fără bariere, astfel de specii ocupă un nou teritoriu, înlocuind adesea speciile native prin ocuparea nișelor lor sau prin utilizarea resurselor care ar susține în mod normal speciile native.
Numărul specilor invazive a fost în creștere cel puțin de la începutul anilor 1900. Speciile sunt din ce în ce mai mult mutate de oameni (intenționat și accidental). În unele cazuri, invadatorii provoacă schimbări drastice și daune noilor lor habitate (de exemplu: scoica zebră și smaraldul sculptor în cenușă din regiunea Marilor Lacuri și peștele leu de-a lungul coastei Atlanticului Americii de Nord). Unele dovezi sugerează că speciile invazive sunt competitive în noile lor habitate, deoarece sunt supuse la mai puține perturbări ale agenților patogeni. Alții raportează dovezi confuze care sugerează uneori că comunitățile bogate în specii adăpostesc multe specii native și exotice simultan  în timp ce unii spun că diversele ecosisteme sunt mai rezistente și rezistă plantelor și animalelor invazive. O întrebare importantă este, „speciile invazive provoacă extincții?” Multe studii citează efectele speciilor invazive asupra nativilor,  dar nu și extincții. Speciile invazive par să mărească diversitatea locală.  Activitățile umane au fost frecvent cauza speciilor invazive care își ocolesc barierele, prin introducerea lor în scopuri alimentare și în alte scopuri. Prin urmare, activitățile umane care permit speciilor să migreze în noi zone (și astfel să devină invazive) s-au produs pe scări de timp mult mai scurte decât a fost necesar pentru ca o specie să își extindă arealul.

### Exploatarea excesivă
Exploatarea excesivă are loc atunci când o resursă este consumată într-un ritm nesustenabil. Acest lucru se întâmplă pe uscat sub formă de vânătoare excesivă, exploatare excesivă, proasta conservare a solului în agricultură și comerțul ilegal cu animale sălbatice. Aproximativ 25% din pescuitul mondial este acum supraexploatat, până la punctul în care biomasa lor actuală este mai mică decât nivelul care maximizează randamentul lor durabil.
Ipoteza vânării excesive, un model de extincții la animale mari legate de modelele de migrație umană, pot fi folosite pentru a explica de ce extincția megafaunei poate avea loc într-o perioadă de timp relativ scurtă.

### Suprapopularea umană
Populația lumii era de aproape 7,6 miliarde la jumătatea anului 2017 (care este cu aproximativ un miliard de locuitori în plus față de anul 2005) și se estimează că va ajunge la 11,1 miliarde în 2100. Sir David King, fost consilier științific șef al guvernului Regatului Unit, a declarat într-o anchetă parlamentară: „Este de la sine înțeles că creșterea masivă a populației umane de-a lungul secolului al XX-lea a avut un impact mai mare asupra biodiversității decât orice alt factor individual”. Cel puțin până la mijlocul secolului al XXI-lea, pierderile la nivel mondial de terenuri cu biodiversitate curată vor depinde probabil mult de rata natalității umane la nivel mondial.
Unii oameni de știință de top au susținut că mărimea și creșterea populației, împreună cu consumul excesiv, sunt factori importanți în pierderea biodiversității și degradarea solului. Raportul de evaluare globală IPBES din 2019 privind biodiversitatea și serviciile ecosistemice și biologii, inclusiv Paul R. Ehrlich și Stuart Pimm, au remarcat că principalii factori ai declinului speciilor sunt: creșterea populației umane și consumul excesiv. Naturalistul american E.O. Wilson a declarat că atunci când Homo sapiens a atins o populație de șase miliarde, biomasa lor a depășit-o de peste 100 de ori pe cea a oricărei alte specii mari de animale care locuiește pe uscat și că „noi și restul vieții nu ne putem permite încă 100 de ani așa".
Potrivit unui studiu din 2020 al World Wildlife Fund, populația umană globală depășește deja biocapacitatea planetei – ar fi nevoie de echivalentul a 1,56 Terra pentru a satisface cerințele noastre actuale.

## Conservare
Biologia conservării s-a maturizat la mijlocul secolului al XX-lea, pe măsură ce ecologistii, naturaliștii și alți oameni de știință au început să cerceteze și să abordeze problemele legate de declinul biodiversității globale. Biologia conservării este preocupată de fenomenele care afectează menținerea, pierderea și restaurarea biodiversității și știința susținerii proceselor evolutive care generează diversitatea genetică, a populației, a speciilor și a ecosistemelor. Îngrijorarea provine din estimările care sugerează că până la 50% din toate speciile de pe planetă vor dispărea în următorii 50 de ani, ceea ce contribuie la sărăcie, foamete și resetează cursul evoluției pe această planetă.
Etica conservării susține gestionarea resurselor naturale în scopul susținerii biodiversității în specii, ecosisteme, procesul evolutiv și cultura umană și societate.
Uniunea Internațională pentru Conservarea Naturii (IUCN) oferă actualizări anuale cu privire la starea conservării speciilor prin Lista sa roșie. Cu toate acestea, oamenii de știință care se ocupă de conservare noteaxă că, mai mult decât ratele dramatice de pierdere a speciilor, a șasea extincție în masă este o criză a biodiversității care necesită mult mai multă acțiune decât o concentrare prioritară pe specii rare, endemice sau pe cale de dispariție. În timp ce majoritatea din comunitatea științei conservării „subliniază importanța” susținerii biodiversității, există dezbateri cu privire la modul de prioritizare a genelor, speciilor sau ecosistemelor, care sunt toate componente ale biodiversității.  În timp ce abordarea predominantă până în prezent a fost concentrarea eforturilor asupra speciilor pe cale de dispariție prin conservarea punctelor fierbinți de biodiversitate, unii oameni de știință  și organizații de conservare, cum ar fi Nature Conservancy, susțin că este mai rentabil, mai logic și mai relevant social de a investi în punctele reci de biodiversitate. Ei motivează că este mai bine să înțelegem semnificația rolurilor ecologice ale speciilor.

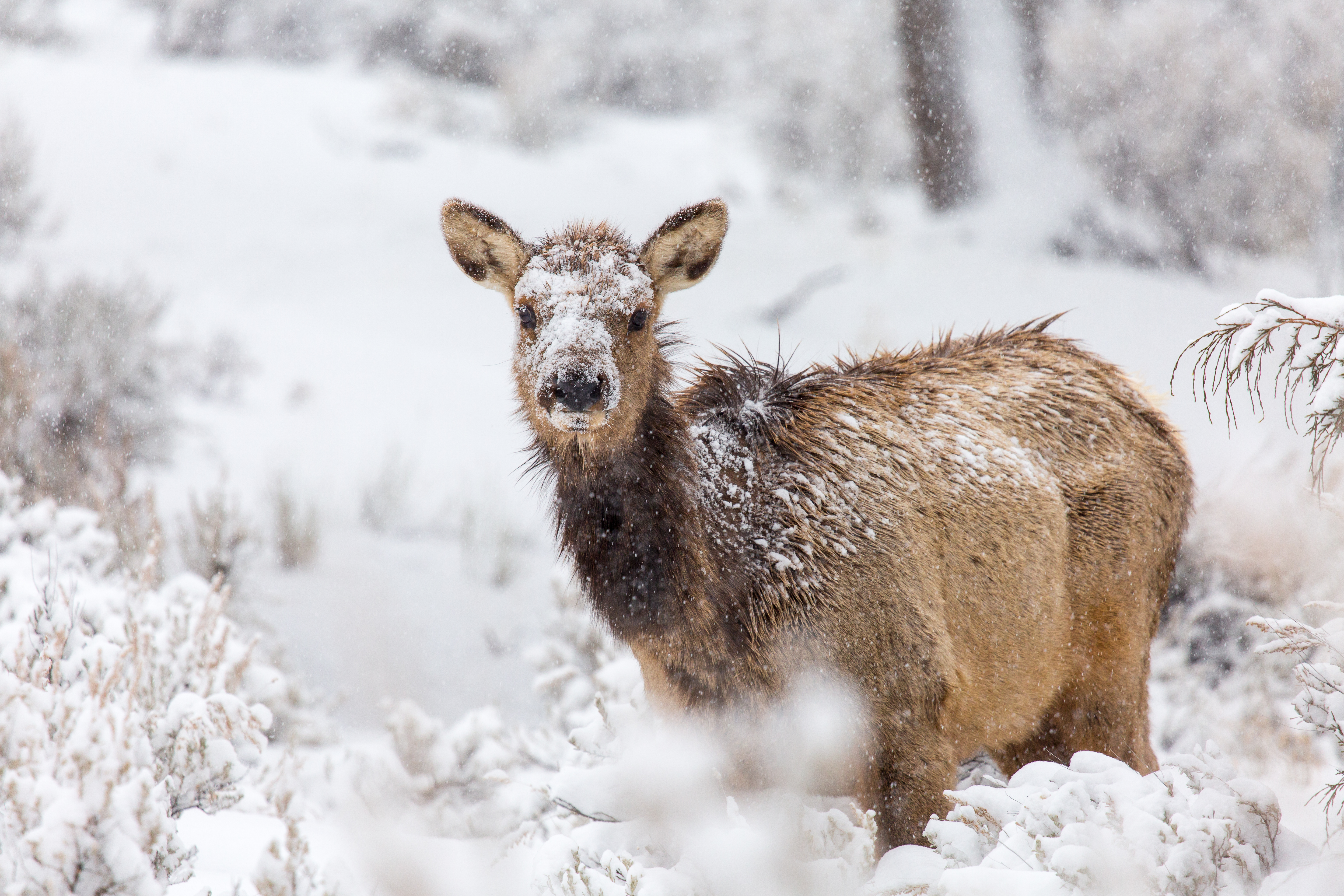
Parcul Național Yellowstone, SUA
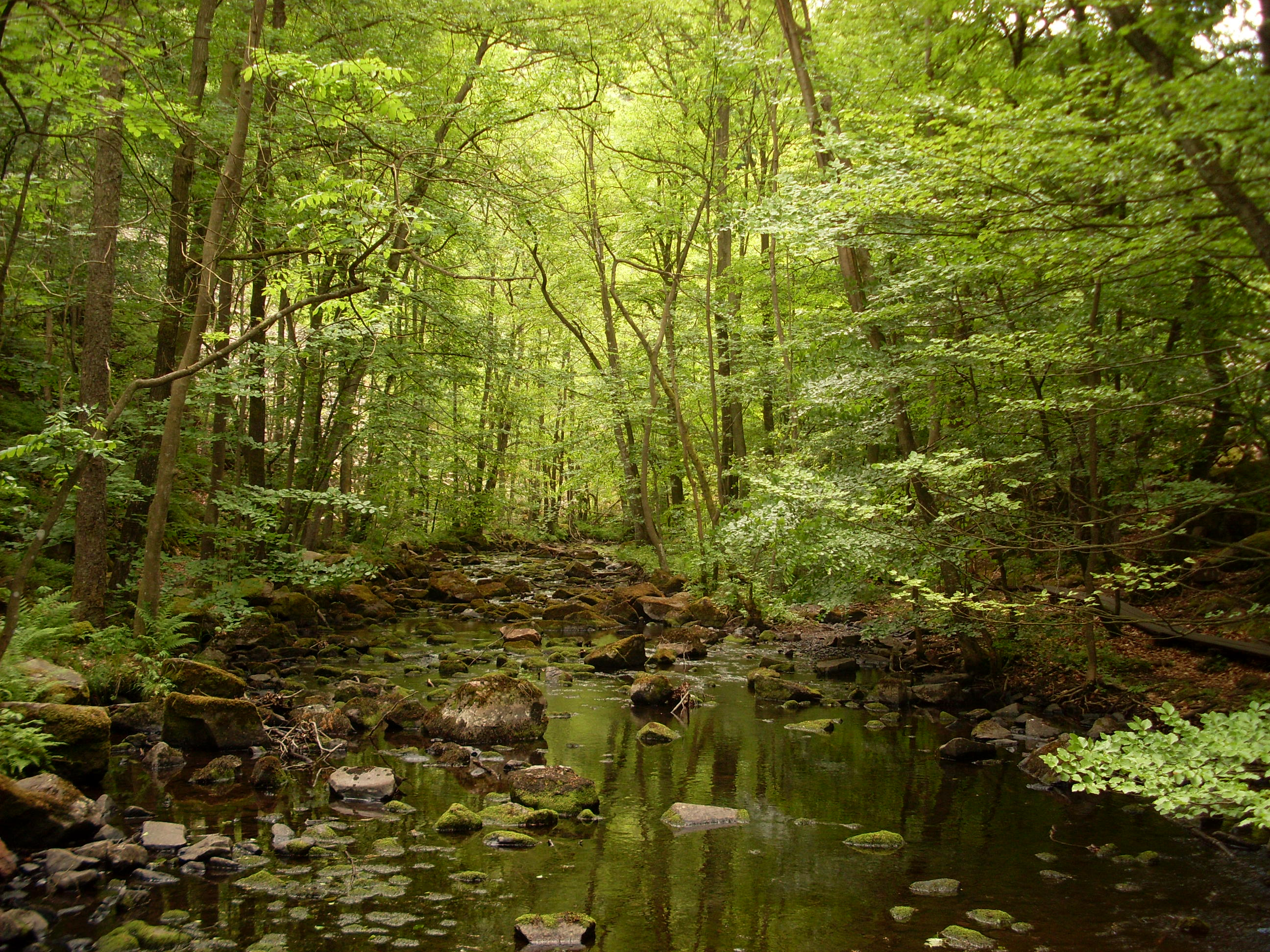
Parcul Național Söderåsen, Suedia
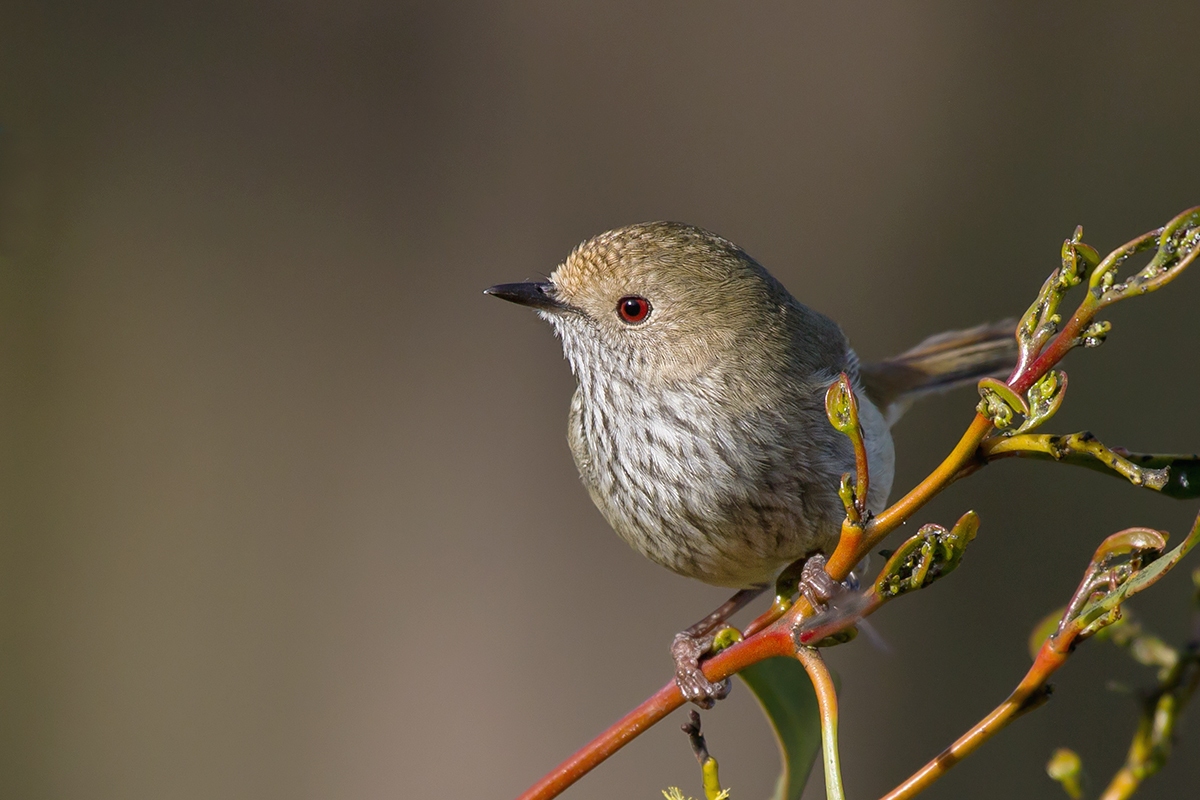
Parcul Național Victoria, Australia